# Gieraliszki
Gieraliszki (deutsch Gerehlischken, 1938–1945 Gerwalde) ist ein Ort in der polnischen Woiwodschaft Ermland-Masuren und gehört zur Stadt- und Landgemeinde Gołdap (Goldap) im Kreis Gołdap.

## Geographische Lage
Gieraliszki liegt im Nordosten der Woiwodschaft Ermland-Masuren am Nordrand des Borkener Forsts (auch: Borker Heide, polnisch: Puszcza Borecka). Bis zur Kreisstadt Gołdap (Goldap) sind es 15 Kilometer in nordöstlicher Richtung.

## Geschichte
Der ehedem Groß Gerrelischken genannte Ort wurde wohl vor 1695 gegründet und bestand vor 1945 aus ein paar großen und kleinen Höfen. Vor 1818 hieß das Dorf Groß Girrehlischken, nach 1818 Gerelischken und bis 1938 Gerehlischken.
Von 1874 bis 1945 war es in den Amtsbezirk Altenbude (polnisch Siedlisko) eingegliedert, der zum Kreis Goldap im Regierungsbezirk Gumbinnen der preußischen Provinz Ostpreußen gehörte.
Im Jahr 1910 verzeichnete Gerehlischken 63 Einwohner. Ihre Zahl betrug im Jahre 1933 bereits 77 und fiel bis 1939 auf 60 zurück.
Im Zuge der nationalsozialistischen Umbenennungsaktion erhielt Gerehlischken am 3. Juni (amtlich bestätigt am 16. Juli) 1938 den Namen Gerwalde. Als das Dorf 1945 in Kriegsfolge mit dem gesamten Ostpreußen nach Polen kam, erhielt es die polnische Namensform Gieraliszki. Heute ist es eine Ortschaft im Verbund der Stadt- und Landgemeinde Gołdap im Powiat Gołdapski, bis 1998 der Woiwodschaft Suwałki, seither der Woiwodschaft Ermland-Masuren zugehörig.

## Religionen
Die mehrheitlich evangelische Bevölkerung Gerehlischkens bzw. Gerwaldes war bis 1945 in das Kirchspiel der Kirche zu Grabowen (1938–1945 Arnswald, polnisch Grabowo) im Kirchenkreis Goldap in der Kirchenprovinz Ostpreußen der Evangelischen Kirche der Altpreußischen Union eingepfarrt. Seit 1945 sind die evangelischen Kirchenglieder zur Kirchengemeinde in Gołdap hin orientiert, einer Filialgemeinde der Pfarrei Suwałki in der Diözese Masuren der Evangelisch-Augsburgischen Kirche in Polen.
Waren die wenigen katholischen Einwohner vor 1945 der Pfarrgemeinde in Goldap – damals im Bistum Ermland – zugeordnet, so gehören sie jetzt in großer Mehrheit zur neu errichteten Pfarrei in Grabowo innerhalb des Dekanats Gołdap im Bistum Ełk (Lyck) der Katholischen Kirche in Polen.

## Verkehr
Gieraliszki liegt südlich der polnischen Woiwodschaftsstraße 650 (ehemalige deutsche Reichsstraße 136) und ist über einen Abzweig in Jeziorki Wielkie (Groß Jesziorken, 1930–1945 Schöntal) in zwei Kilometern erreichbar. Einen Bahnanschluss gibt es nicht.